# Macrophthalmus
Macrophthalmus – rodzaj krabów morsko-lądowych zaliczanych do rodziny Macrophthalmidae.
Skorupiaki te zasiedlają głównie równie pływowe o miękkim podłożu w strefie tropikalnej i subtropikalnej.
Należy tu około 60 opisanych gatunków:
- podrodzaj: Macrophthalmus (Macrophthalmus) Desmarest, 1823
  - Macrophthalmus abbreviatus Manning et Holthuis, 1981
  - Macrophthalmus brevis (Herbst, 1804)
  - Macrophthalmus ceratophorus Sakai, 1969
  - Macrophthalmus consobrinus Nobili, 1906
  - Macrophthalmus convexus Stimpson, 1858
  - Macrophthalmus crassipes H. Milne Edwards, 1852
  - Macrophthalmus dentatus Stimpson, 1858
  - Macrophthalmus gallardoi Serène, 1971
  - Macrophthalmus graeffei A. Milne-Edwards, 1873
  - Macrophthalmus grandidieri A. Milne-Edwards, 1867
  - Macrophthalmus hilgendorfi Tesch, 1915
  - Macrophthalmus hilgendorfi Tesch, 1915
  - Macrophthalmus indicus Davie, 2012
  - Macrophthalmus laevimanus H. Milne Edwards, 1852
  - Macrophthalmus latipes Borradaile, 1903
  - Macrophthalmus malaccensis Tweedie, 1937
  - Macrophthalmus microfylacas Nagai, Watanabe et Naruse, 2006
  - Macrophthalmus milloti Crosnier, 1965
  - Macrophthalmus parvimanus Guérin, 1834
  - Macrophthalmus pentaodon Mendoza et Naruse, 2009
  - Macrophthalmus philippinensis Serène, 1971
  - Macrophthalmus ryukyuanus Naruse et Kosuge, 2008
  - Macrophthalmus sandakani Rathbun, 1914
  - Macrophthalmus serenei Takeda et Komai, 1991
  - Macrophthalmus sulcatus H. Milne Edwards, 1852
  - Macrophthalmus telescopicus (Owen, 1839)
  - Macrophthalmus transversus (Latreille, 1817)
- podrodzaj: Macrophthalmus (Mareotis) Barnes, 1967
  - Macrophthalmus abercrombiei Barnes, 1966
  - Macrophthalmus banzai Wada et K. Sakai, 1989
  - Macrophthalmus crinitus Rathbun, 1913
  - Macrophthalmus darwinensis Barnes, 1971
  - Macrophthalmus definitus Adams et White, 1849
  - Macrophthalmus depressus Rüppell, 1830
  - Macrophthalmus frequens Tai et Song, 1984
  - Macrophthalmus fusculatus Rahayu et Nugroho, 2012
  - Macrophthalmus japonicus (De Haan, 1835)
  - Macrophthalmus laevis A. Milne-Edwards, 1867
  - Macrophthalmus pacificus Dana, 1851
  - Macrophthalmus pistrosinus Barnes et Davie, 2008
  - Macrophthalmus setosus H. Milne Edwards, 1852
  - Macrophthalmus teschi Kemp, 1919
  - Macrophthalmus tjiljapensis Pretzmann, 1974
  - Macrophthalmus tomentosus Eydoux et Souleyet, 1842
  - †Macrophthalmus wilfordi Morris et Collins, 1991
- podrodzaj: Macrophthalmus (Paramareotis) Komai, Goshima et Murai, 1995
  - Macrophthalmus boteltobagoe Sakai, 1939
  - Macrophthalmus erato de Man, 1888
  - Macrophthalmus holthuisi Serène, 1973
  - Macrophthalmus quadratus A. Milne-Edwards, 1873
- podrodzaj: incerate sedis
  - †Macrophthalmus aquensis A. Milne-Edwards et Brocchi, 1879
  - Macrophthalmus hirsutissima Grant et MacCulloch, 1906
  - Macrophthalmus parvimanu Guérin, 1834
  - †Macrophthalmus viai Karasawa et Inoue, 1992